# Cheeks Nunatak
Cheeks Nunatak är en nunatak i Antarktis. Den ligger i Västantarktis. Argentina, Chile och Storbritannien gör anspråk på området. Toppen på Cheeks Nunatak är 1 351 meter över havet.
Terrängen runt Cheeks Nunatak är huvudsakligen lite kuperad. Trakten är obefolkad. Det finns inga samhällen i närheten. 